# Кожеед норичниковый
Кожеед норичниковый (лат. Anthrenus scrophulariae) — вид жуков из семейства кожеедов.

## Описание
Жуки длиной тела 3—4,5 мм. Усики состоят из 11 члеников, три последних членика образуют булаву. Первый членик булавы короче второго. Тело покрыто чёрными, белыми, кирпично-красными и жёлтыми чешуйками, которые образуют характерный рисунок. Бока переднеспинки в белых чешуйках. Вдоль шва надкрылий проходит полоса из кирпично-красных или жёлтых чешуек. Белые чешуйки образуют три узкие изогнутые перевязи. У жуков аберрации Anthrenus scrophulariae ab. suecicus бока переднеспинки с чёрными пятнами, окаймлёнными белыми чешуйками. Аберрация Anthrenus scrophulariae ab. thoracicus надкрылья без белого петлеобразного пятна в основании. Бока надкрылий с крупным белым пятном.

## Биология
В природе личинки развиваются в гнёздах птиц и ос, а также на трупах питаются кератином. В помещениях наносит ущерб изделиям из меха, шерсти и кожи, повреждает также зоологические коллекции. Жуки питаются нектаром и пыльцой цветков растений семейств Зонтичные, Астровые, Розоцветные, Капустные, Крушиновые, Гречишные. Зимуют личинки.
Самки откладывают яйца по одиночек или группами до 36 штук. Суммарная плодовитость до 60 яиц. Развитие на стадии яйца в при комнатной температуре длится около 13—20 дней. За время своего развития личинки проходят шесть возрастов. Продолжительность личиночной стадии около 60—80 дней. Окукливание происходит внутри личиночной шкурки последнего возраста, куколка развивается 7—12 дней, жуки вышедшие из куколки остаются до 18 дней в куколочной камере. После выхода из куколочной камере жук живёт ещё почти месяц. Продолжительность жизненного цикла обычно составляет 89 до 108 дней. При неблагоприятных условиях развитие личинки может продолжаться до 2—3 лет. В год обычно развивается одно или два поколения.

## Распространение
Космополит.